# Плющай
Плющай (біл. вёска Плюшчай) — село в складі Смолевицького району Мінської області, Білорусь. Село підпорядковане Драчківській сільській раді, розташоване в центральній частині області.